# Lea Karen Gramsdorff
Lea Karen Gramsdorff (Lecco, 7 marzo 1974) è un'attrice italiana, di origine tedesca.

## Biografia
Studia recitazione presso il Centro sperimentale di cinematografia tra il 1994 e il 1996, periodo durante il quale partecipa a diversi cortometraggi per la regia di Salvatore Mereu e Carmelo Bonvissuto. Dal 1996 al 1999 frequenta "School After Theatre", master di specializzazione diretto dal regista e pedagogo russo Jurij Alschitz.
Debutta come attrice cinematografica nel film corale di Ettore Scola La cena (1998), in cui interpreta il ruolo della figlia di Stefania Sandrelli con una performance giudicata "sorprendente". Nel frattempo, recita anche in varie fiction tv, tra cui: L'avvocato Porta, diretta da Franco Giraldi, e Ama il tuo nemico (1999), diretta da Damiano Damiani.
Nel 2001 da Roma si trasferisce a Cagliari, dove scopre la passione per la pittura: partecipa a diverse mostre collettive presso gallerie private e in spazi museali, poi nel 2005 tiene la sua prima mostra personale dal titolo Per Luglio Kaputt, cui fanno seguito Casi e Isolati (2008), Dal Nulla (2010), Exodus (2013/2019), Se fossi qui. Lettere d'amore dai porti di mare (2015), Lexikon (2017), Lebenslaub. Come d'autunno, l'autunno (2020). Oltre che in Sardegna, le sue opere sono state esposte a Roma, Milano, Berlino, Tel Aviv.
Parallelamente, porta avanti la sua carriera d'attrice, dividendosi tra progetti cinematografici, televisivi, e la collaborazione con il teatro stabile di ricerca e di innovazione Akròama anche nelle vesti di regista e pedagoga.

## Teatrografia
- La porta del sangue, di Angelo Gaccione, regia di Mario Montagna (1994)
- Tre sorelle, di Anton Čechov, regia di Jurij Alschitz
- La casa di Bernarda Alba, di Federico García Lorca, regia di Collettivo Protei (1995)
- Il re muore, di Eugène Ionesco, regia di Gianpiero Borgia (1996)
- Ricorda con rabbia, di John Osborne, regia di Walter Le Moli (1999) [7]
- Autoritratto in faccia al sole, da Vincent van Gogh, adattamento di Simone Dulcis, regia di Andrea Meloni e Lea Karen Gramsdorff (2008)
- Nella vita segreta (vicino al cuore selvaggio), testo e regia di Pierfranco Zappareddu (2009)
- A|B Passeggiata, di Lea Karen Gramsdorff, regia di Stefanie Tost (2009)
- La creatura, da Henrik Ibsen, regia di Lelio Lecis (2009)
- Alice nel paese delle meraviglie, da Lewis Carroll, regia di Elisabetta Podda (2010)
- Angeli morti, testo e regia di Lelio Lecis (2010)
- Come vent'anni fa, testo e regia di Lelio Lecis (2011)
- Giorni felici, di Samuel Beckett, regia di Lelio Lecis (2012)
- Lo scambio, testo e regia di Senio G.B. Dattena (2013)
- Badanti, testo e regia di Elisabetta Podda (2013)
- La III onda, adattamento e regia di Lea Karen Gramsdorff (2014)
- Medea. Storia di un divorzio, adattamento e regia di Lea Karen Gramsdorff (2016)
- Macbeth on the road, regia di Lelio Lecis (2017)
- L'amante, di Harold Pinter, regia di Lelio Lecis (2017) [8]
- Il sacco umano, drammaturgia e regia di Lea Karen Gramsdorff (2018)
- Orestea, di Eschilo, regia di Valentino Mannias (2021) [9]
- Due colori esistono al mondo, il verde è il secondo, di Sergio Atzeni (2021) [10]
- Tre donne, di Sylvia Plath (2023)

## Filmografia

### Cinema
- La cena, regia di Ettore Scola (1998)
- Ferdinando e Carolina, regia di Lina Wertmüller (1999)
- Diapason, regia di Antonio Domenici (2001)
- Il diario di Matilde Manzoni, regia di Lino Capolicchio (2002)
- Pontormo, regia di Giovanni Fago (2003)
- Il segreto del successo, regia di Massimo Martelli (2003)
- Mathilde, regia di Nina Mimica (2004)
- Per non dimenticarti, regia di Mariantonia Avati (2006)
- Tutto torna, regia di Enrico Pitzianti (2008)
- Venti anni, regia di Giovanna Gagliardo (2012)
- Happy Days Motel, regia di Francesca Staasch (2013)
- L'uomo con la lanterna, regia di Francesca Lixi (2018)
- Here After - L'Aldilà, regia di Robert Salerno (2024)
- L'infinito, regia di Umberto Contarello (2025)

### Televisione
- Avvocato Porta, regia di Franco Giraldi – serie TV (1997)

- Di cielo in cielo, regia di Roberto Giannarelli – film TV (1997)

- Ama il tuo nemico, regia di Damiano Damiani – miniserie TV (1999)
- Pepe Carvalho, regia di Franco Giraldi – serie TV, episodio Il centravanti è stato assassinato verso sera (1999)
- L'ispettore Giusti, regia di Sergio Martino – serie TV (1999)
- La stanza della fotografia, regia di Antonio Bonifacio – film TV (2000)
- Distretto di Polizia, regia Renato De Maria – serie TV, episodio 1x10 (2000)
- Turbo, regia di Antonio Bonifacio – serie TV, episodio Le orme del delitto (2001)
- Cuore contro cuore, regia di Riccardo Mosca – serie TV, episodio La setta (2004)
- Incantesimo – serie TV, episodio 8x08 (2005)
- Nati ieri, regia di Paolo Genovese e Luca Miniero – serie TV (2006)
- Carabinieri 6, regia di Sergio Martino – serie TV (2007)
- Medicina generale, regia di Luca Ribuoli – serie TV (2008)
- Einstein, regia di Liliana Cavani – miniserie TV (2008)
- Don Matteo 8, regia di Giulio Base – serie TV, episodio 8x04 (2011)
- Un passo dal cielo 2, regia di Salvatore Basile – serie TV, episodio  2x14 (2012)
- Una buona stagione, regia di Gianni Lepre – miniserie TV (2014)
- Catturandi - Nel nome del padre, regia di Fabrizio Costa – serie TV (2016)
- The Young Pope, regia di Paolo Sorrentino – serie TV, episodio 1x08 (2016)

### Cortometraggi
- Notte rumena, regia di Salvatore Mereu  (1995)
- Altra sonata a Kreutzer, regia di Carmelo Bonvissuto (1995)
- I giardini della memoria, regia di Alessandro Caruso (1999)
- Libera me, regia di Jérôme Bellavista Caltagirone (1999)
- L'isola di Zelda, regia di Anna Wasch (2004)
- La cura, regia di Tomaso Mannoni (2007)
- Viaggio in Barbagia, regia di Francesco Casu (2009)
- Enfasi mistica di un amore oscuro, regia di Gianluca Morini (2012)
- Il nostro concerto, regia di Francesco Piras (2018) - Premio Migliore Attrice al Formia Film Festival[11] [12]